# Ahmed Ghanem
Ahmed Ghanem is een Egyptische schrijver en advocaat. Ook is hij oprichter van een cultureel programma over cultureel bewustzijn In Egypte.

### Boeken
- Egyptische Revolutie (politieke en economische visie) boeken in het Arabisch.
- De vrouwen van Egypte.
- Tahrir-plein.
- Old Quarter.

### E-books
- De Egyptische revolutie.
- Waarom zo veel Egyptenaren stemden voor de kandidaat van het oude regime?[bron?]
- Totalitaire staten.